# O Balanço da Dinastia

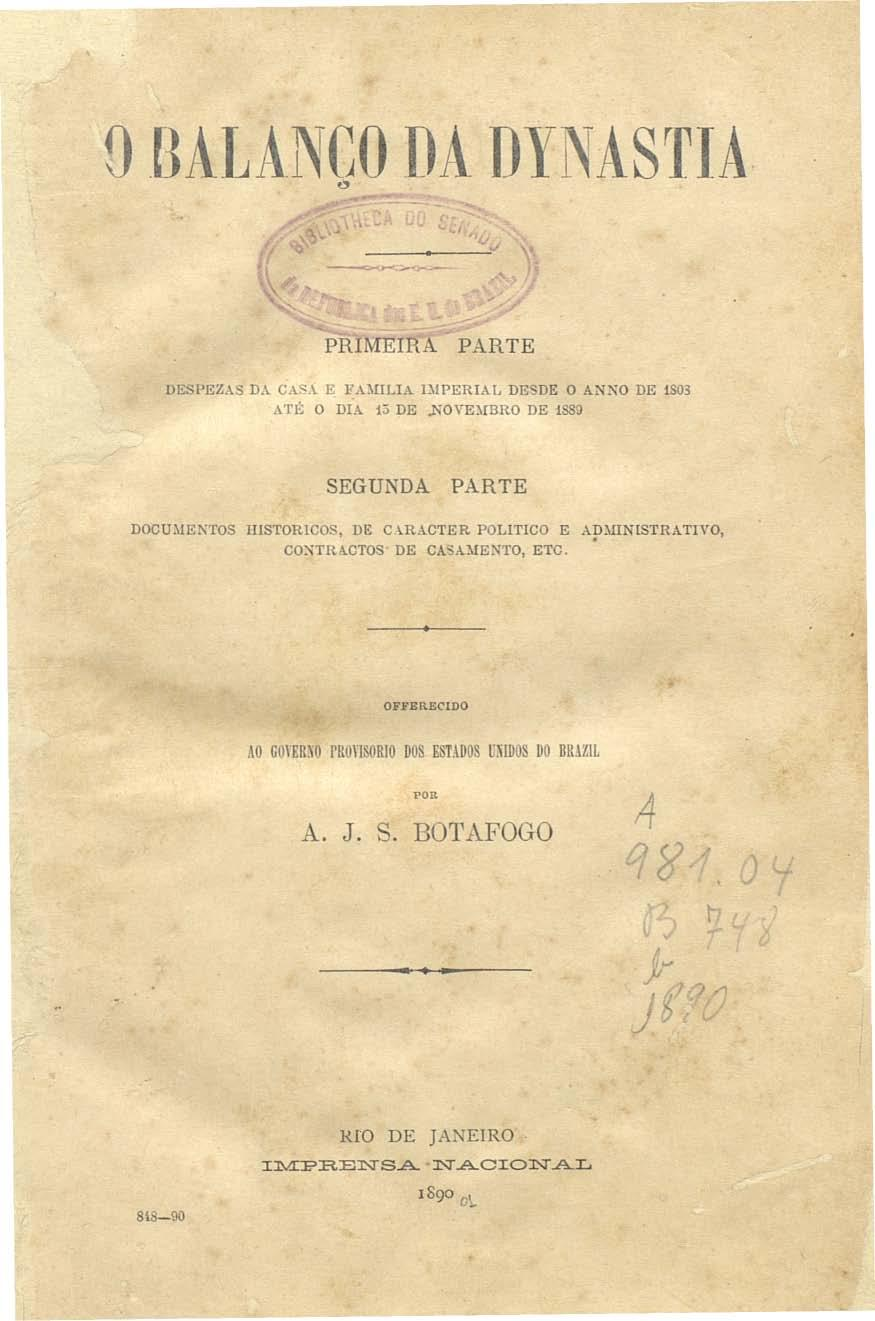
Capa do livro original de 1890.

O Balanço da Dinastia é um livro que contém os dados das despesas da Família Real Portuguesa e posteriormente a Família Imperial Brasileira, desde o ano de 1803 até o dia 15 de novembro de 1889, quando é proclamada a república pelo Marechal Deodoro da Fonseca. Também contém uma série de documentos de estado referentes ao governo bem como os membros da família imperial.

## Conteúdo
- O livro foi editado por A.J.S. Botafogo e oferecido ao governo provisório dos Estados Unidos do Brasil, impresso no Rio de Janeiro no ano de 1890, ou seja, um ano após a queda da monarquia.  Existem muitos dados sobre Segundo reinado. Foi arquivado na biblioteca do Senado Federal no ano de 1946 e hoje está disponível, uma vez que fora totalmente digitalizado e disponibilizado no site do senado federal.[1]